# Langues du Pamir
Les langues du Pamir ou langues pamiriennes sont un groupe régional de langues iraniennes orientales, parlées par de nombreuses personnes dans les montagnes du Pamir, principalement le long de la rivière Piandj et de ses affluents.
Au XIXe siècle et au début du XXe, la famille linguistique du Pamir était parfois appelée les langues Ghalchah par les érudits occidentaux. Le terme Ghalchah n'est plus utilisé pour désigner les langues du Pamir ou les locuteurs natifs de ces langues.
L'un des chercheurs les plus prolifiques des langues du Pamir était le linguiste soviétique Ivan Zaroubine.

## Distribution géographique

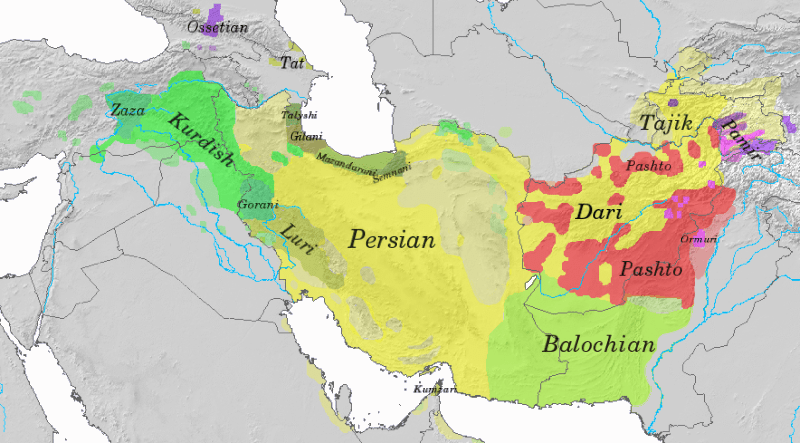
Carte des langues iraniennes modernes. Les langues du Pamir sont parlées à l'extrême est de la distribution, dans la zone violette.

Les langues pamiriennes sont parlées principalement dans la province du Badakhshan, au nord-est de l'Afghanistan et dans l'oblast autonome du Haut-Badakhchan, dans l'est du Tadjikistan.
Les langues du Pamir sont également parlées au Xinjiang et le sariqoli est parlée au-delà du chaînon Sarikol à la frontière entre l'Afghanistan et la Chine et est donc considérée comme la plus orientale des langues iraniennes existantes.
Les communautés wakhi se trouvent également dans le district voisin de district de Chitral, dans le Khyber Pakhtunkhwa et le Gojal, dans la province de Gilgit-Baltistan au Pakistan.
Le seul autre membre vivant du groupe iranien du sud-est est le pachto.

## Classification
Aucune caractéristique unissant les langues du Pamir en un seul sous-groupe de langues iraniennes n'a été démontrée. Ethnologue classe les langues du Pamir avec le pachto en tant que langues iraniennes du sud-est, cependant, selon l’Encyclopædia Iranica, les langues du Pamir et le pachto appartiennent à la branche iranienne du nord-est.
Les membres de la région linguistique pamirienne comprennent quatre groupes fiables : un groupe shughni-yazgoulami comprenant le shughni, le sariqoli et le yazgoulami ; le munji (en) et le yidgha ; l'ishkashimi et les dialectes apparentés ; et le wakhi. Ils ont une typologie syntaxique sujet-objet-verbe .
En 2019, Václav Blažek (en) suggère que les langues du Pamir ont un substrat de type bourouchaski. Bien que le bourouchaski soit aujourd'hui parlé au Pakistan au sud de l'aire linguistique du Pamir, le bourouchaski avait autrefois une distribution géographique beaucoup plus étendue avant d'être assimilé par les langues indo-européennes.

## Sous-groupes

### Branche shughni-yazgoulami
Les langues shughni, sariqoli et yazgoulami appartiennent à la branche shughni-yazgoulami. Il y a environ 75 000 locuteurs de langues dans cette famille en Afghanistan et au Tadjikistan (y compris les dialectes du rushan, du bartangi, de l'oroshori, du khufi et du shughni). En 1982, il y avait environ 20 000 locuteurs du sariqoli dans la vallée du Sarikol située dans le xian autonome tadjik de Taxkorgan dans la province du Xinjiang, en Chine. Le shughni et le sariqoli ne sont pas mutuellement intelligibles. En 1994, il y avait 4 000 locuteurs du yazgoulami le long de la rivière Yazgoulem au Tadjikistan. Le yazgoulami n'est pas écrit.
Le vanji (en) était parlée dans la vallée de la rivière Vanj, dans l'oblast autonome du Haut-Badakhchan au Tadjikistan, et était liée au yazgoulami. Au XIXe siècle, la région a été annexée de force à l'émirat de Boukhara et une violente campagne d'assimilation a été entreprise. À la fin du XIXe siècle, la langue vanji avait disparu, remplacée par le tadjik.

### Branche munji-yidgha
Le munji (en) et le yidgha sont étroitement liés. Il y a environ 6 000 locuteurs du yidgha dans la vallée supérieure du Lotkoh (en), dans le district de Chitral, au Pakistan, et en 1992, il y avait environ 2 500 locuteurs du munji dans les vallées du Munjan et du Mamalgha dans la province du Badakhshan, au nord-est de l'Afghanistan. La branche munji-yidgha partage avec le bactrien un développement *ð > /l/, absent des trois autres groupes pamiriens.

### Sangletchi-ishkashimi
Il y a environ 2 500 locuteurs du sangletchi et de l'ishkashimi en Afghanistan et au Tadjikistan (dialectes : sangletchi, ishkashimi, zebaki). Ce ne sont pas des langues écrites.

### Wakhi
Il y a environ 58 000 locuteurs de la langue wakhi en Afghanistan, au Tadjikistan, en Chine, au Pakistan et en Russie.

## Statut
La grande majorité des locuteurs des langues du Pamir au Tadjikistan et en Afghanistan utilisent également le tadjik (persan) comme langue littéraire, qui est — contrairement aux langues du groupe du Pamir — une langue iranienne du sud-ouest. Le groupe linguistique est en danger, avec un nombre total de locuteurs d'environ 100 000 en 1990.